# أسا إليس
أسا إليس هو سياسي أمريكي، ولد في 1817، وتوفي في 1890. انتخب عضو جمعية ولاية كاليفورنيا ‏.